# Mareta
Mareta – dawniej samodzielna miejscowość, od 1957 w granicach Kobyłki, w województwie mazowieckim, w powiecie wołomińskim. Leży w północno-zachodniej części Kobyłki na obszarze zalesionym, przy granicy z Nowym Jankowem. Znajduje się tu Przemysłowy Instytut Telekomunikacji. Wraz z Kolonią Chór stanowi jedną z dwunastu dzielnic Kobyłki o nazwie Mareta-Kolonia Chór.
Mareta przypuszczalnie wiąże swoją nazwę z nazwiskiem generała Mallet, Francuza w służbie Księstwa Warszawskiego a następnie Królestwa Kongresowego.
W latach 1867–1928 parcela w gminie Radzymin, a 1928–1954 w gminie Kobyłka w powiecie radzymińskim. 20 października 1933 utworzyła gromadę w granicach gminy Kobyłka, składającą się z parceli Mareta, parceli Przejma i folwarku Kobyłka Orszagowo oraz kolonii Chór.
Od 1 lipca 1952 w powiecie wołomińskim.
W związku z reorganizacją administracji wiejskiej jesienią 1954 Mareta weszła w skład gromady Kobyłka.
1 stycznia 1957 gromadę Kobyłka przekształcono w osiedle, przez co Mareta stała się integralną częścią Kobyłki, a w związku z nadaniem Kobyłce praw miejskich 1 stycznia 1969 – częścią miasta.